# Adriana Campos
Adriana Campos (Chaparral, Tolima, 27 de febrer de 1979 - Peñalisa, Antioquia, 3 de novembre de 2015) va ser una actriu colombiana. Va guanyar els Premios TV y Novela com a millor actriu de repartiment per Vecinos 2008 i millor vilana de novel·la per Bella Calamidades (2010). Va treballar per a les cadenes televisives més importants de Colòmbia: RCN Televisión i Caracol Televisión. Les produccions a les quals va treballar s'han retransmès arreu del món.
Va néixer i créixer a Chaparral (departament de Tolima). Va deixar el seu poble natal per anar a estudiar i dedicar-se a la interpretació. L'any 2000 ―als 21 anys― va debutar a la televisió. Va participar en diversos projectes, en teatre i cinema.
Es va casar amb l'empresari Carlos Rincón, i l'any 2014 es va prendre un any sabàtic per tenir al seu fill, Gerónimo Rincón Campos, que va néixer a l'agost de 2014.
Va morir el dimarts 3 de novembre de 2015 quan el vehicle que conduïa el seu espòs va caure al riu Cauca a Peñalisa, en la jurisdicció del municipi de Salgar, (Antioquia).

## Treballs

### Telenovel·les
- 2015: La tusa
- 2013: Amo de casa (Fox Telecolombia).
- 2011: Esto está que arde.
- 2011: Postales colombianas, en el paper de Fanny
- 2011: Padre desalmado, en el paper de Sara
- 2009: Bella Calamidades, en el paper de Priscila Cardona
- 2008: Vecinos, en el paper de Nicol Aguilar
- 2008: Victoria, en el paper de Penélope
- 2007: Madre Luna, en el paper de Zulma Moreno
- 2007: El Zorro, la espada y la rosa, en el paper de Yumalay/Regina
- 2006: Merlina, mujer divina, en el paper de Válery Prada
- 2006: Amores de mercado, en el paper de Érika
- 2004: Te voy a enseñar a querer, en el paper de Margarita Ángeles
- 2001: El inútil, en el paper de Jackie Ruiz
- 2000: A donde va Soledad, en el paper de Marina Restrepo

### Sèries
- 2008: Tiempo final; episodi «Dia pervers», en el paper de Mara.
- Padres e hijos
- Decisiones (diversos episodis)

### Cinema
- 2011: Postales colombianas[4]
- 2006: Gringo wedding

### Teatre
- Juana de Arco
- La Medea
- Ricardo III
- Esto esta que arde
- Técnicas para amar